# Argelia en los Juegos Olímpicos de París 2024
Argelia estuvo representada en los Juegos Olímpicos de París 2024 por un total de 45 deportistas, 27 hombres y 18 mujeres, que compitieron en 15 deportes.
Los portadores de la bandera en la ceremonia de apertura fueron el atleta Yasser Triki y la judoka Amina Belkadi.

## Medallistas
El equipo olímpico argelino obtuvo las siguientes medallas:
| Nombre        | Deporte            | Competición          |
| ------------- | ------------------ | -------------------- |
| Oro           |                    |                      |
| Imane Khelif  | Boxeo              | 66 Kg F              |
| Kaylia Nemour | Gimnasia artística | Barras asimétricas F |
| Plata         |                    |                      |
| —             |                    |                      |
| Bronce        |                    |                      |
| Yamel Sedyati | Atletismo          | 800 m M              |